# نیدرت
نیدرت (به آلمانی: Niedert) یک شهر در آلمان است که در راین-هونسروک واقع شده‌است. نیدرت ۱۳۳ نفر جمعیت دارد.